# Actiastes fovicinus
Actiastes fovicinus är en skalbaggsart som beskrevs av Albert A. Grigarick och Schuster 1971. Actiastes fovicinus ingår i släktet Actiastes och familjen kortvingar. Inga underarter finns listade i Catalogue of Life.